# 古本說話集
古本说话集（日语：／）是平安时代末期，最迟镰仓时代初期编写的说话集。具体的时间大约是大治年间，1126-1131年。
昭和18年（1943年）出土，暂定名为《古本说话集》。出土时，封面脱落，上面没有任何题词。也没有写编者姓名和原书名。现作为重要文化遗产藏于東京国立博物館。
这里的“说话”指的是类似于民间的传说故事。
书的前46话为世俗说话，后24话为佛教说话。世俗说话中，提到了紀貫之、凡河内躬恒、藤原公任等古代才子，还提到了和泉式部、赤染衛門、伊勢大輔、選子内親王等才女。还记载了以和歌为中心的宫廷风雅轶事。另外，佛教说话中有描写了观音菩萨、天王的灵验谈、描写寺院縁起谈、往生谈、怪異谈等等传说。另外，书中的有些故事在《今昔物語集》、《宇治拾遺物語》和《世継物語》中有相似的收录。